# Odiellus argentus
Espèce
Synonymes
- Odiellus pictus argentus Edgar, 1966

Odiellus argentus est une espèce d'opilions eupnois de la famille des Phalangiidae.

## Répartition
Cette espèce est endémique du Michigan aux États-Unis.

## Description
Le mâle syntype mesure 4 mm et la femelle syntype 5,7 mm.

## Systématique et taxinomie
Cette espèce a été décrite sous le protonyme Odiellus pictus argentus par Edgar en 1966. Elle est élevée au rang d'espèce par Edgar en 1971.

## Publication originale
- Edgar, 1966 : « Phalangida of the Great Lakes region. » The American Midland Naturalist, vol. 75, no 2, p. 347–366.